# Morriña
La morriña es un sentimiento de tristeza, es la melancolía que se siente cuando se está lejos de la zona de confort o lugar donde te sientes seguro. Más concretamente, la morriña es un estado de depresión vital al que acompaña un sentimiento psicológico de tristeza. 

## Etimología
La palabra morriña procede del galaico-portugués morrinha (tristeza). Unos piensan [¿quién?] que la palabra morrinha proviene del latín mori (morir). Pero la muerte no tiene nada que ver con el sentimiento de tristeza que la morriña presenta. Según los Corimas, la palabra morriña podría venir de «morro», «emurria» (tristeza).